# Barry (Illinois)
Pour les articles homonymes, voir Barry.
Barry est une ville du comté de Pike en Illinois aux États-Unis.  Elle est incorporée le 14 novembre 1872,. Lors du recensement de 2010, la ville comptait une population de 1 318 habitants.

## Source de la traduction
- (en) Cet article est partiellement ou en totalité issu de l’article de Wikipédia en anglais intitulé « Barry, Illinois » (voir la liste des auteurs).